# Terme La Salute
Lo stabilimento delle terme La Salute è uno dei più famosi stabilimenti termali di Montecatini Terme.

## Storia e descrizione
Nel 1860 venne scoperta, in una cava di travertino, una sorgente utilizzata ancora oggi per bibite curative. L'attuale edificio risale alla ricostruzione effettuata tra il 1922 e il 1929 su progetto dell'ingegnere Ugo Giovannozzi. Si tratta di "un blocco di varie costruzioni in mattoni, con paramento a faccia a vista, coperte con ossatura di legname e manto di tavelle e tegole. [...] Il complesso dello Stabilimento, a carattere popolare, serve per la mescita di tutte le acque purgative delle sorgenti termali."
Il complesso si trova all'interno di un parco, il "parco della Salute", che si estende su 7 240 metri quadrati che ospita diversi tipi di piante.